# Traun Steelsharks 2021
Questa voce raccoglie le informazioni riguardanti i Traun Steelsharks nelle competizioni ufficiali della stagione 2021.

## AFL - Division I 2021

### Stagione regolare
| Vienna 11 aprile 2021, ore 15:00 1ª giornata | Vienna Vikings 2 | 35 – 34 (0-7 14-13 0-14 21-0) referto | Traun Steelsharks | Sportzentrum Ravelin |

| Traun 24 aprile 2021, ore 17:00 2ª giornata | Traun Steelsharks | 34 – 14 (14-0 13-6 0-8 7-0) referto | Vienna Knights | Sportzentrum Traun |

| St. Georgen am Steinfelde 8 maggio 2021, ore 15:00 3ª giornata | Sankt Pölten Invaders | 0 – 49 (0-14 0-21 0-7 0-7) referto | Traun Steelsharks | Invaders field |

| Wels 5 giugno 2021, ore 16:00 6ª giornata | Traun Steelsharks | 46 – 7 (19-0 21-0 6-0 0-7) referto | Styrian Bears | Huskies Arena |

| Wels 20 giugno 2021, ore 15:00 7ª giornata | Traun Steelsharks | 45 – 0 (13-0 20-0 12-0 0-0) referto | Znojmo Knights | Huskies Arena |

| Ottakring 4 luglio 2021, ore 15:00 9ª giornata | Vienna Knights | 21 – 52 (0-20 21-8 0-16 0-8) referto | Traun Steelsharks | Redstarplatz |

### Playoff
| Salisburgo 17 luglio 2021, ore 17:00 | Salzburg Football Team | 32 – 6 (6-0 12-6 0-0 14-0) referto | Traun Steelsharks | Max Aicher Stadion |

### Statistiche di squadra
| Competizione      | %Vittorie | In casa | In casa | In casa | In casa | In casa | In casa | In trasferta | In trasferta | In trasferta | In trasferta | In trasferta | In trasferta | Totale | Totale | Totale | Totale | Totale | Totale |
| Competizione      | %Vittorie | G       | V       | N       | P       | Pf      | Ps      | G            | V            | N            | P            | Pf           | Ps           | G      | V      | N      | P      | Pf     | Ps     |
| ----------------- | --------- | ------- | ------- | ------- | ------- | ------- | ------- | ------------ | ------------ | ------------ | ------------ | ------------ | ------------ | ------ | ------ | ------ | ------ | ------ | ------ |
| Stagione regolare | .833      | 3       | 3       | 0       | 0       | 125     | 21      | 3            | 2            | 0            | 1            | 135          | 56           | 6      | 5      | 0      | 1      | 260    | 77     |
| Playoff           | .000      | 0       | 0       | 0       | 0       | 0       | 0       | 1            | 0            | 0            | 1            | 6            | 32           | 1      | 0      | 0      | 1      | 6      | 32     |
| Totale            | .714      | 3       | 3       | 0       | 0       | 125     | 21      | 4            | 2            | 0            | 2            | 141          | 88           | 7      | 5      | 0      | 2      | 266    | 109    |